# Koloman Moser

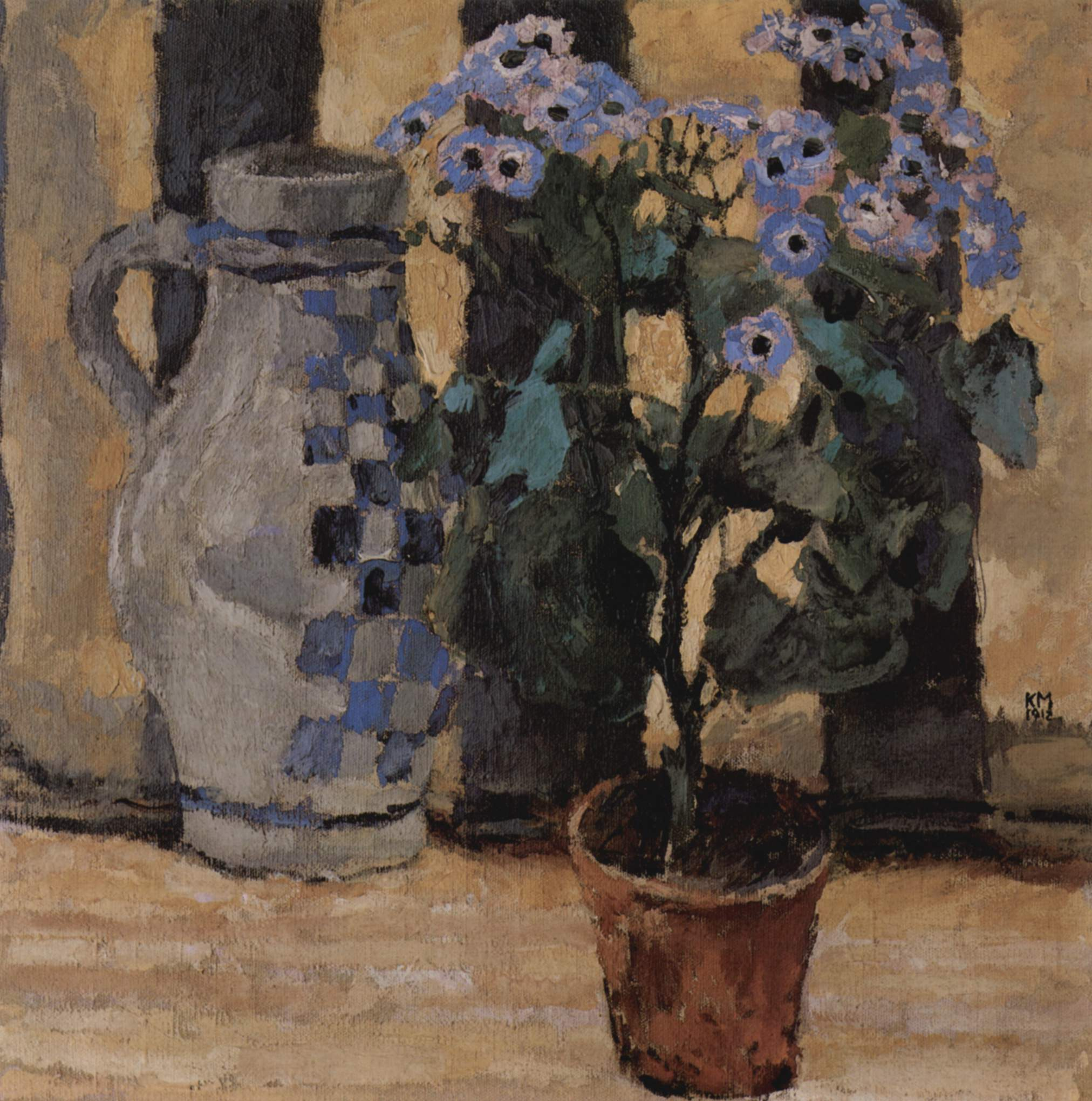
Uma de suas expressões, a pintura.

Koloman Moser (30 de março de 1868 — 18 de outubro de 1918) foi um decorador austríaco. Fez parte da segunda fase da Secessão de Viena com uma arte mais simétrica, formas geometrizadas e fontes (tipos) mais simples.
Durante sua vida, Moser desenhou uma grande variedade de trabalhos, entre eles, livros, desenhos de selos para revistas, moda, vitrais, porcelanas, cerâmicas, vidros soprados, objetos de mesa, prataria, joalheria, e mobiliário, entre outros interesses como a pintura.